# 59 (število)
59 (devétinpétdeset) je naravno število, za katero velja velja 59 = 58 + 1 = 60 - 1.

## V matematiki
- drugo iregularno praštevilo
- šesto varno praštevilo
- sedmo Ramanudžanovo praštevilo.
- 59 = 2 · 29 + 1.
- najmanjše število n, za katero ima enačba x -  φ(x) = n natanko 7 rešitev. Rešitve enačbe so: 371, 611, 731, 779, 851, 899, 3481.
- Gaussovo praštevilo brez imaginarnega ali realnega dela oblike {\displaystyle 4n+3}.
- Eisensteinovo praštevilo brez imaginarnega ali realnega dela oblike {\displaystyle 3n-1}.

## V znanosti
- vrstno število 59 ima prazeodim (Pr).

## Drugo

### Leta
- 459 pr. n. št., 359 pr. n. št., 259 pr. n. št., 159 pr. n. št., 59 pr. n. št.
- 59, 159, 259, 359, 459, 559, 659, 759, 859, 959, 1059, 1159, 1259, 1359, 1459, 1559, 1659, 1759, 1859, 1959, 2059, 2159